# How Far I’ll Go
How Far I’ll Go ist ein Lied der US-amerikanischen Sängerin und Schauspielerin Auliʻi Cravalho. Das Lied erschien im November 2016 und war Teil des Soundtracks zum  Computeranimationsfilm Vaiana (Originaltitel: Moana). Bekanntheit erlangte es im gleichen Jahr auch durch die Coverversion des kanadischen Sängerin Alessia Cara.

## Entstehung und Veröffentlichung
Getextet, komponiert und produziert wurde das Lied alleine von Lin-Manuel Miranda. Die Erstveröffentlichung erfolgte als Teil des Soundtracks zu Vaiana am 18. November 2016 bei Walt Disney Records (Katalognummer: 0050087354008). Im Zuge des Record Store Day erschien es am 22. April 2017 erstmals als Single. Diese erschien als 7″-Single mit der Doppal-A-Seite You’re Welcome von Dwayne Johnson (Katalognummer: D002524911).

## Rezeption

### Rezensionen
Glenn Whipp von der Los Angeles Times erkannte in dem Lied How Far I’ll Go früh einen aussichtsreichen Kandidaten, als Bester Song bei der Oscarverleihung 2017 ausgezeichnet zu werden. Im Dezember 2016 wurde das Lied in die Kandidatenliste der Oscarverleihung (Longlist) in dieser Kategorie aufgenommen, aus denen die Mitglieder der Akademie die offiziellen Nominierungen bestimmten. Am 24. Januar 2017 erfolgte eine offizielle Nominierung für How Far I’ll Go und damit auch von Lin-Manuel Miranda. Im Rahmen der Verleihungszeremonie sollte Auli’i Cravalho das Lied live singen.

### Preise
Critics’ Choice Movie Awards 2016 (Dezember)
- Nominierung als Bester Song[7]

Golden Globe Awards 2017
- Nominierung als Bester Filmsong (Lin-Manuel Miranda)[8]

Grammy Awards 2018
- Auszeichnung als Best Song Written For Visual Media (Lin-Manuel Miranda)[9]

Oscarverleihung 2017
- Nominierung als Bester Song (Lin-Manuel Miranda)

World Soundtrack Awards 2017
- Nominierung als Bester für einen Film geschriebener Originalsong (Lin-Manuel Miranda)[10]

## Kommerzieller Erfolg

### Chartplatzierungen
How Far I’ll Go avancierte zum Charthit in den Vereinigten Staaten (Rang 41), Australien (Rang 49) und dem Vereinigten Königreich (Rang 55). Auf der Musikdownloadplattform iTunes führte das Lied verschiedene Chartlisten an.
| ChartsChartplatzierungen       | Höchstplatzierung | Wochen |
| ------------------------------ | ----------------- | ------ |
| Vereinigte Staaten (Billboard) | 41 (20 Wo.)       | 20     |
| Vereinigtes Königreich (OCC)   | 55 (17 Wo.)       | 17     |

### Auszeichnungen für Musikverkäufe
| Land/Region                  | Auszeichnungen für Musikverkäufe (Land/Region, Auszeichnung, Verkäufe) | Verkäufe   |
| ---------------------------- | ---------------------------------------------------------------------- | ---------- |
| Brasilien (PMB)              | 2× Diamant                                                             | 500.000    |
| Dänemark (IFPI)              | Gold                                                                   | 45.000     |
| Kanada (MC)                  | 5× Platin                                                              | 400.000    |
| Neuseeland (RMNZ)            | 3× Platin                                                              | 90.000     |
| Vereinigte Staaten (RIAA)    | 7× Platin · + Gold (Sing-Along-Version)                                | 7.500.000  |
| Vereinigtes Königreich (BPI) | 3× Platin                                                              | 1.800.000  |
| Insgesamt                    | 1× Gold · 11× Platin · 2× Diamant ·                                    | 10.335.000 |

## Coverversionen

### Alessia Cara
Mit der Veröffentlichung des Originals, erschien zugleich die Coverversion von der kanadischen Sängerin Alessia Cara. Produziert wurde ihre Version durch Warren Felder und Trevorious. Im Gegensatz zum Original, erschien ihre Version am 18. November 2016 als offizielle Single. Zudem erschien es auch als Teil des offiziellen Soundtracks sowie auf dem Soundtrack der deutschsprachigen Aufführung: Vaiana – Deutscher Original Film-Soundtrack (Katalognummer: 005008735399).

#### Chartplatzierungen
| ChartsChartplatzierungen       | Höchstplatzierung | Wochen |
| ------------------------------ | ----------------- | ------ |
| Deutschland (GfK)              | 53 (8 Wo.)        | 8      |
| Österreich (Ö3)                | 58 (5 Wo.)        | 5      |
| Schweiz (IFPI)                 | 66 (7 Wo.)        | 7      |
| Vereinigte Staaten (Billboard) | 56 (19 Wo.)       | 19     |
| Vereinigtes Königreich (OCC)   | 49 (13 Wo.)       | 13     |

#### Auszeichnungen für Musikverkäufe
| Land/Region                  | Auszeichnungen für Musikverkäufe (Land/Region, Auszeichnung, Verkäufe) | Verkäufe  |
| ---------------------------- | ---------------------------------------------------------------------- | --------- |
| Australien (ARIA)            | 3× Platin                                                              | 210.000   |
| Brasilien (PMB)              | 2× Platin                                                              | 120.000   |
| Dänemark (IFPI)              | Platin                                                                 | 90.000    |
| Italien (FIMI)               | Platin                                                                 | 50.000    |
| Kanada (MC)                  | 3× Platin                                                              | 240.000   |
| Neuseeland (RMNZ)            | 3× Platin                                                              | 90.000    |
| Norwegen (IFPI)              | 3× Platin                                                              | 180.000   |
| Polen (ZPAV)                 | Platin                                                                 | 50.000    |
| Schweden (IFPI)              | 3× Platin                                                              | 120.000   |
| Spanien (Promusicae)         | Gold                                                                   | 30.000    |
| Vereinigte Staaten (RIAA)    | 3× Platin                                                              | 3.000.000 |
| Vereinigtes Königreich (BPI) | Platin                                                                 | 600.000   |
| Insgesamt                    | 1× Gold · 24× Platin ·                                                 | 4.780.000 |

Hauptartikel: Alessia Cara/Auszeichnungen für Musikverkäufe

### Weitere Coverversionen
Die deutschsprachige Version zu How Far I’ll Go trägt den Titel Ich bin bereit und wurde von Debby van Dooren (im Abspann von Helene Fischer), eingesungen.
Am 1. März 2017 veröffentlichte die japanische Sängerin Miliyah Katō das Lied Dokomademo: How Far I’ll Go (どこまでも ~How Far I’ll Go~) als Teil ihrer gleichnamigen Single, welches für die japanische Version des Filmes verwendet wurde.